# Canton de Villeréal
Le canton de Villeréal est une ancienne division administrative française située dans le département de Lot-et-Garonne, en région Aquitaine.

## Géographie
Ce canton était organisé autour de Villeréal dans l'arrondissement de Villeneuve-sur-Lot. Son altitude variait de 70 m (Doudrac) à 211 m (Tourliac) pour une altitude moyenne de 131 m.

## Composition
Le canton de Villeréal groupait treize communes.
| Nom                        | Code Insee | Intercommunalité                         | Superficie (km2) | Population (dernière pop. légale) | Densité (hab./km2) |
| -------------------------- | ---------- | ---------------------------------------- | ---------------- | --------------------------------- | ------------------ |
| Villeréal (chef-lieu)      | 47324      | CC des Bastides en Haut-Agenais Périgord | 13,92            | 1 273 (2014)                      | 91                 |
| Bournel                    | 47037      | CC des Bastides en Haut-Agenais Périgord | 14,70            | 242 (2014)                        | 16                 |
| Dévillac                   | 47080      | CC des Bastides en Haut-Agenais Périgord | 9,25             | 131 (2014)                        | 14                 |
| Doudrac                    | 47083      | CC des Bastides en Haut-Agenais Périgord | 8,61             | 87 (2014)                         | 10                 |
| Mazières-Naresse           | 47164      | CC des Bastides en Haut-Agenais Périgord | 8,93             | 130 (2014)                        | 15                 |
| Montaut                    | 47184      | CC des Bastides en Haut-Agenais Périgord | 14,19            | 235 (2014)                        | 17                 |
| Parranquet                 | 47200      | CC des Bastides en Haut-Agenais Périgord | 9,62             | 120 (2014)                        | 12                 |
| Rayet                      | 47219      | CC des Bastides en Haut-Agenais Périgord | 10,02            | 174 (2014)                        | 17                 |
| Rives                      | 47223      | CC des Bastides en Haut-Agenais Périgord | 12,79            | 231 (2014)                        | 18                 |
| Saint-Étienne-de-Villeréal | 47240      | CC des Bastides en Haut-Agenais Périgord | 14,62            | 303 (2014)                        | 21                 |
| Saint-Eutrope-de-Born      | 47241      | CC des Bastides en Haut-Agenais Périgord | 38,28            | 697 (2014)                        | 18                 |
| Saint-Martin-de-Villeréal  | 47256      | CC des Bastides en Haut-Agenais Périgord | 8,22             | 113 (2014)                        | 14                 |
| Tourliac                   | 47311      | CC des Bastides en Haut-Agenais Périgord | 9,83             | 141 (2014)                        | 14                 |

## Démographie
| 1962  | 1968  | 1975  | 1982  | 1990  | 1999  | 2006  | 2011  | 2012  |
| ----- | ----- | ----- | ----- | ----- | ----- | ----- | ----- | ----- |
| 4 022 | 3 948 | 3 519 | 3 465 | 3 490 | 3 560 | 3 750 | 3 991 | 3 947 |

## Histoire
De 1833 à 1848, les cantons de Castillonnès et de Villeréal avaient le même conseiller général. Le nombre de cantons était limité à 30 par département.

## Administration

### Conseillers généraux de 1833 à 2015
| Période                                  | Période                   | Identité                            | Étiquette               | Qualité |
| ---------------------------------------- | ------------------------- | ----------------------------------- | ----------------------- | --- |
| 1833                                     | 1839                      | Charles de Labastide                |                         | Ancien maire de Saint-Quentin (1805-1832) |
| 1839                                     | 1847                      | Camille Pierre Alexis Paganel       | Centre ministériel      | Maître des requêtes au Conseil d'État Directeur des haras, secrétaire général du ministère de l'Agriculture et du Commerce Député (1834-1846) |
| 1847                                     | 1848                      | Pierre Louis Comte de Gironde       |                         | Ancien conseiller de préfecture Propriétaire, maire de Ferrensac (1837-1843)                                                                  |
| 1848                                     | 1850 (décès)              | Louis de Villeréal de Lassaigne     |                         | Avocat, maire de Villeréal, conseiller d'arrondissement                                                                                       |
| 1851                                     | 1870                      | Romain Albéric Saint-Luc Courborieu |                         | Conseiller à la Cour de cassation puis Premier président de la Cour impériale de Limoges Président du Conseil général                         |
| 1871                                     | 1893 (annulation)         | Pierre Besse                        | Droite Bonapartiste     | Avocat, conseiller à la Cour d'Appel d'Alger (révoqué)                                                                                        |
| 1893                                     | 1898                      | Jérôme Pabon (1842-1927)            | Républicain             | Avocat à Villeneuve-sur-Lot |
| 1898                                     | 1904                      | Antoine Boisserie                   | Conservateur            | Maire de Villeréal (1886-1904) |
| 1904                                     | 1919                      | Fernand Bissière                    | Rad.                    | Maire de Villeréal (1908-1913), conseiller d'arrondissement                                                                                   |
| 1919                                     | 1941 (démission d'office) | Albert Pabon (1876-1958)            | Rad.                    | Agriculteur à Villeneuve-sur-Lot Président du Conseil général (1934-1940) Révoqué par le Gouvernement de Vichy                                |
|                                          |                           |                                     |                         | |
| 1945                                     | 1964                      | Jean Noé Vaylet                     | SFIO puis apparenté UNR | Poète et romancier. - Membre de la société des gens de lettres Maire de Villeréal (1953-1965)                                                 |
| 1964                                     | 1967 (démission)          | Paul Fitte                          | SFIO                    | Maire de Saint-Eutrope-de-Born (1953-1971) |
| 1967                                     | 1976                      | André Lasserre                      | Rad. puis MRG           | Agriculteur et éleveur de chevaux Maire de Rives                                                                                              |
| 1976                                     | 2008                      | Guy Berny                           | PS puis CPNT puis UMP   | Facteur puis membre de cabinets ministériels Maire de Villeréal (1977-2008) Conseiller régional (1980-1990)                                   |
| 2008                                     | 2015                      | Jean-Marc Chemin                    | SE/DVD                  | Agriculteur Maire de Rives (1983-2020) |
| Les données manquantes sont à compléter. |                           |                                     |                         | |

### Conseillers d'arrondissement (de 1833 à 1940)
| Période                                  | Période | Identité                                 | Étiquette           | Qualité |
| ---------------------------------------- | ------- | ---------------------------------------- | ------------------- | --- |
| 1833                                     | 1839    | André Sylvain Delbourg (1792-1868)       |                     | Capitaine d'artillerie en retraite, propriétaire à Lausson, Saint-Eutrope-de-Born                           |
| 1839                                     | 1848    | Louis Villeréal de Lassaigne (1787-1850) |                     | Avocat à Villeréal                                                                                          |
|                                          |         |                                          |                     | |
| 1895                                     | 1904    | Fernand Bissière                         | républicain radical | Délégué cantonal, Villeréal                                                                                 |
| 1904                                     |         | M. Delerm                                | Droite              | |
|                                          |         |                                          |                     | |
| 1931                                     | 1940    | Joseph Lavergne                          | Radical             | Maire de Villeréal (1923-1929)                                                                              |
| 1940                                     |         |                                          |                     | Les conseils d'arrondissement ont été suspendus par la loi du 12 octobre 1940 et n'ont jamais été réactivés |
| Les données manquantes sont à compléter. |         |                                          |                     | |